# Agalla

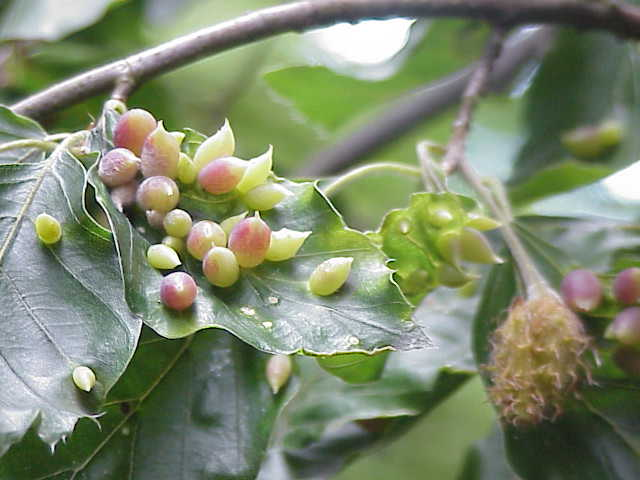
Agallas de Mikiola fagi (Diptera, Cecidomyidae) sobre hojas de haya.

Las agallas, abogallas o cecidias son estructuras de tipo tumoral inducidas por insectos y otros artrópodos, nematodos, hongos, bacterias y virus. Se trata de la respuesta del vegetal a la presencia del parásito con un crecimiento anómalo de tejido que intenta aislar el ataque o infección. Este tejido de nueva formación adquiere formas muy variadas.
En las agallas de los robles (Quercus robur y Quercus petraea), producidas por himenópteros cinípidos, son curiosas las generaciones alternantes de estos insectos. En otoño Dryophanta folii, ágama o asexuada, pone sus huevos en los brotes tiernos y yemas produciendo las pequeñas agallas de invierno; la siguiente generación emerge en los meses de abril a mayo. La forma sexuada del cinípido, Dryophanta taschenbergii hembra, una vez fecundada, pone sus huevos en las hojas de los robles produciendo las agallas de verano, incubadoras de la forma asexuada.
Entre los productores más destacados de agallas en las plantas se encuentran:
- Insectos: avispas cinípidas, varios tipos de dípteros (Cecidomyiidae y Tephritidae), pulgones, psílidos y gorgojos.[4]
- Hongos: Gymnosporangium.
- Bacterias: Agrobacterium tumefaciens.[5]
- Virus.
- Plantas: Viscum.

## Uso comercial
Las especies mediterráneas de encino: Quercus infectoria de Asia Menor, Quercus lusitanica y Quercus faginea del Mediterráneo occidental, producen agallas esferoidales llamadas gallaritas en Castilla, por picaduras de himenópteros galígenos, Cynips galleae, en el cambium de los brotes jóvenes; en el comercio son usuales las agallas de Alepo, Basora, etc., que contienen de 60 a 70 % de ácido tánico, 3 % de ácido gálico y 2 % de ácido elágico, utilizadas como astringentes y hemostáticas. De ellas se obtiene ácido gálico (por hidrólisis del tánico), muy utilizado en la fabricación de muchos productos farmacéuticos, así como para la preparación de la tinta azul y/o negra.

## Galería

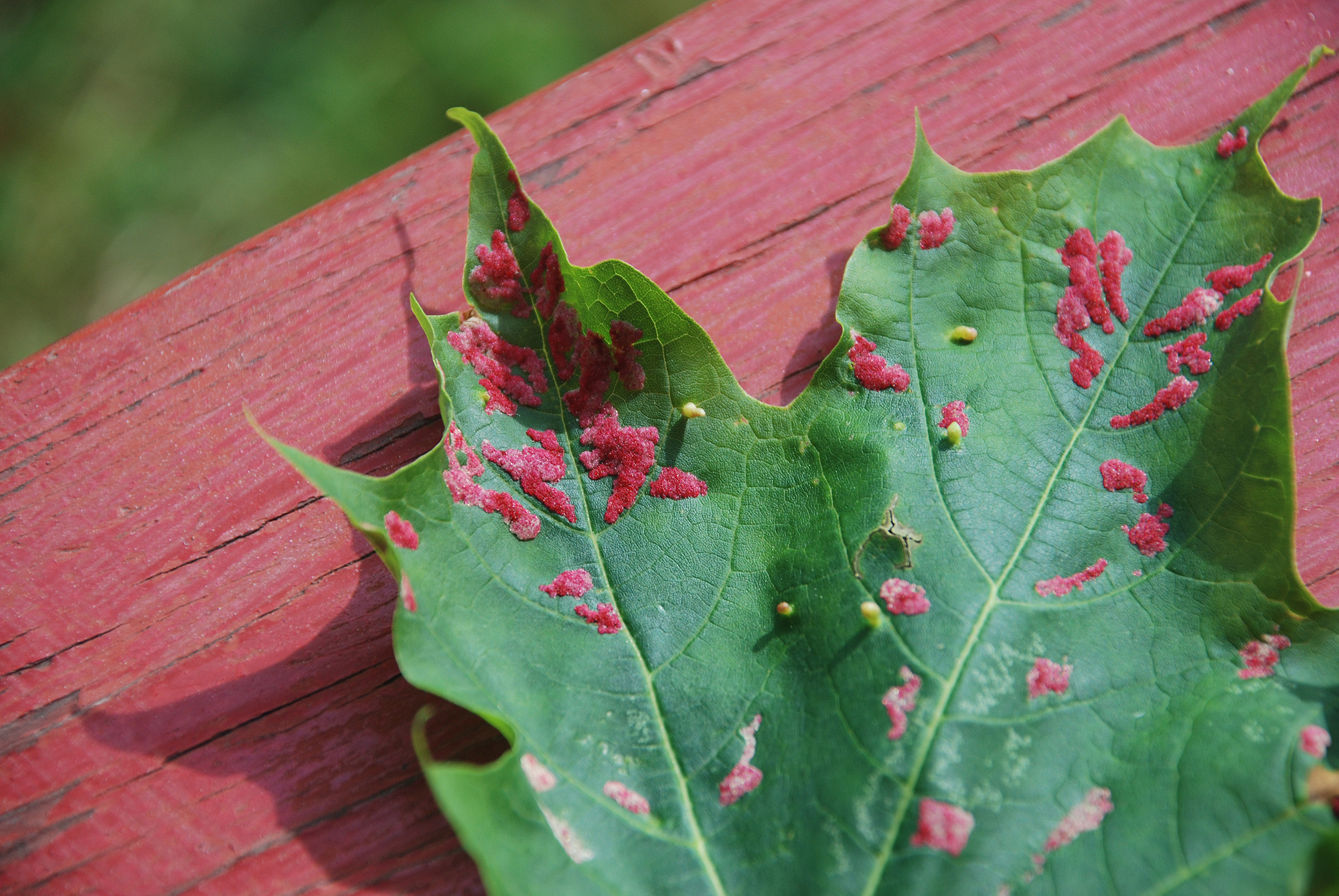
Agalla en hoja de Arce
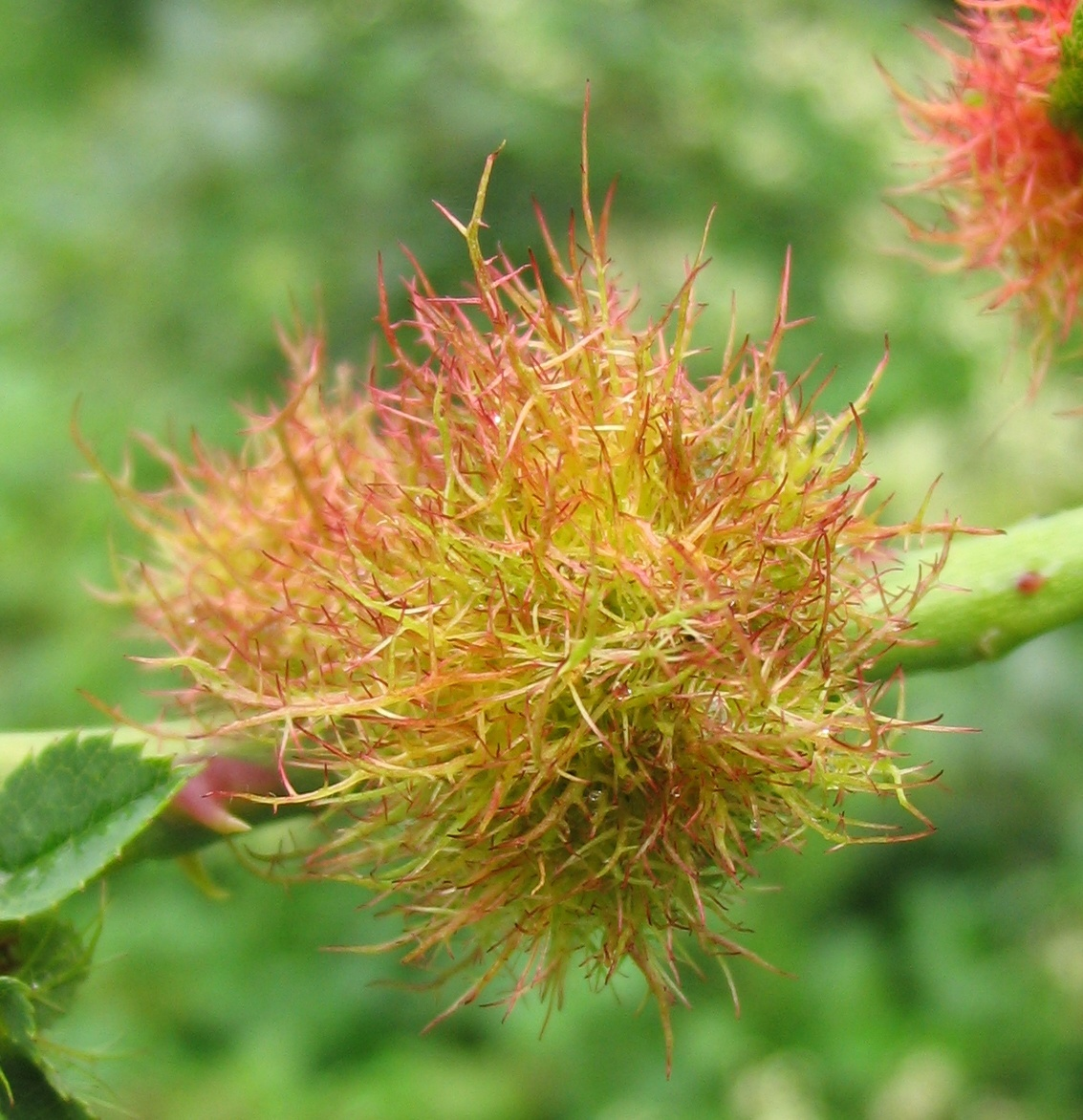
Agalla en rosa silvestre
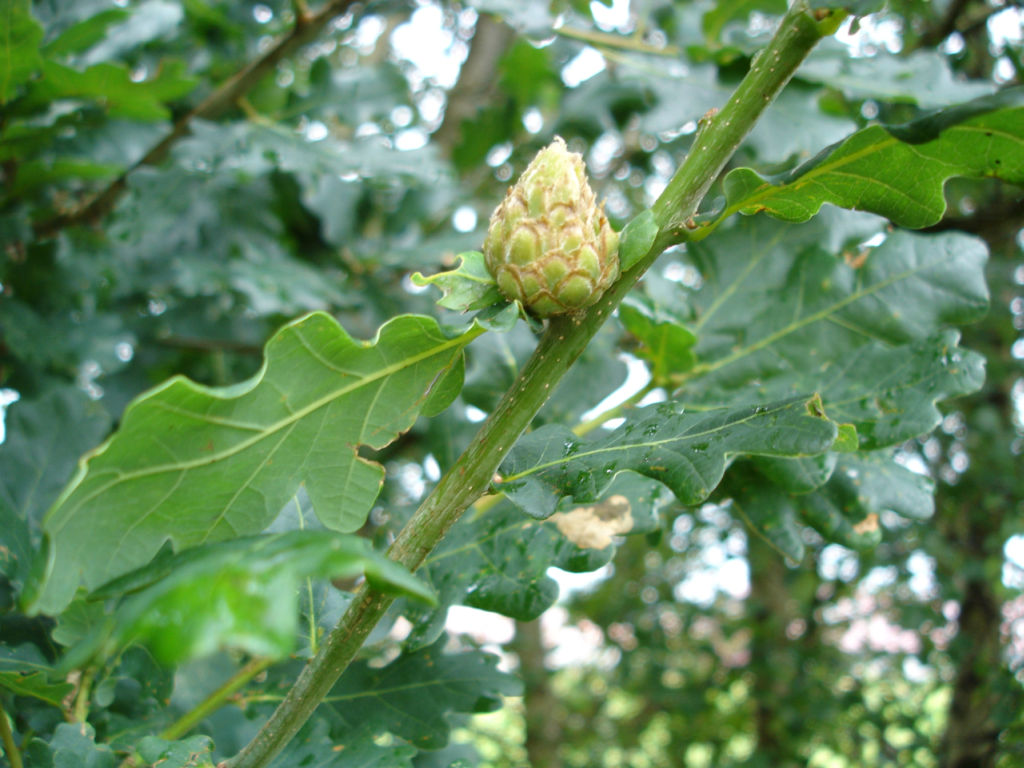
Andricus fecundator
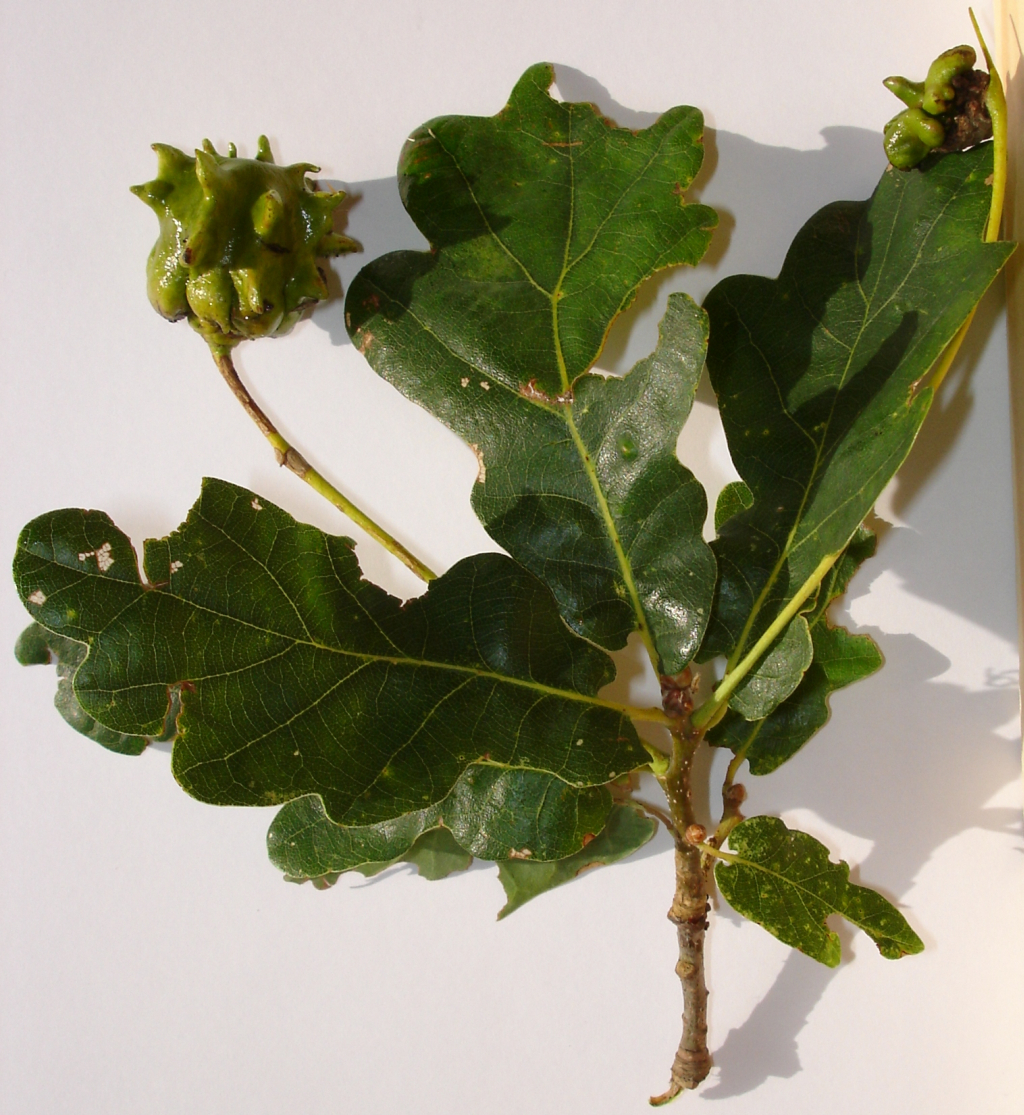
Andricus quercuscalicis
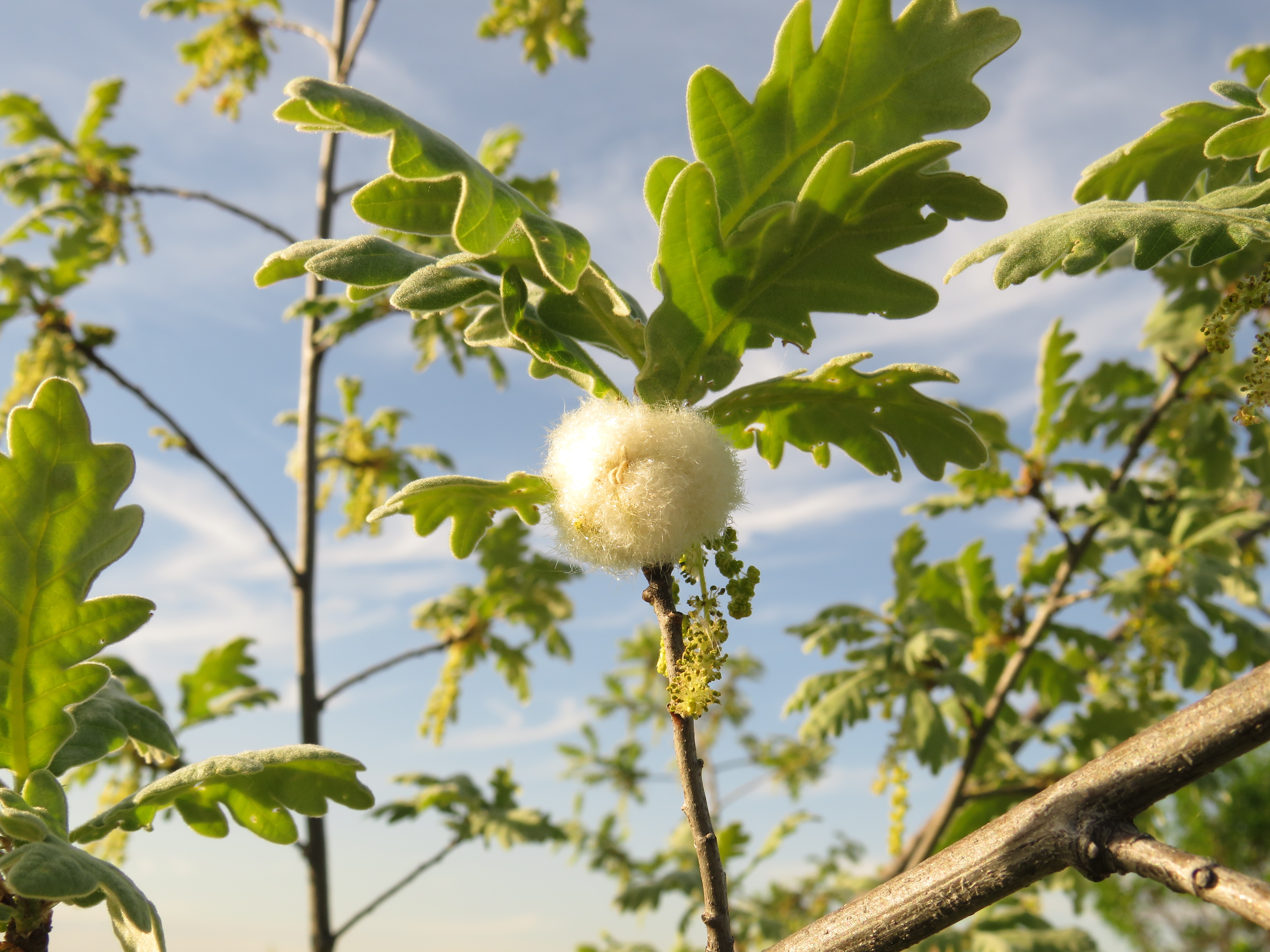
Andricus quercusramuli en Quercus robur
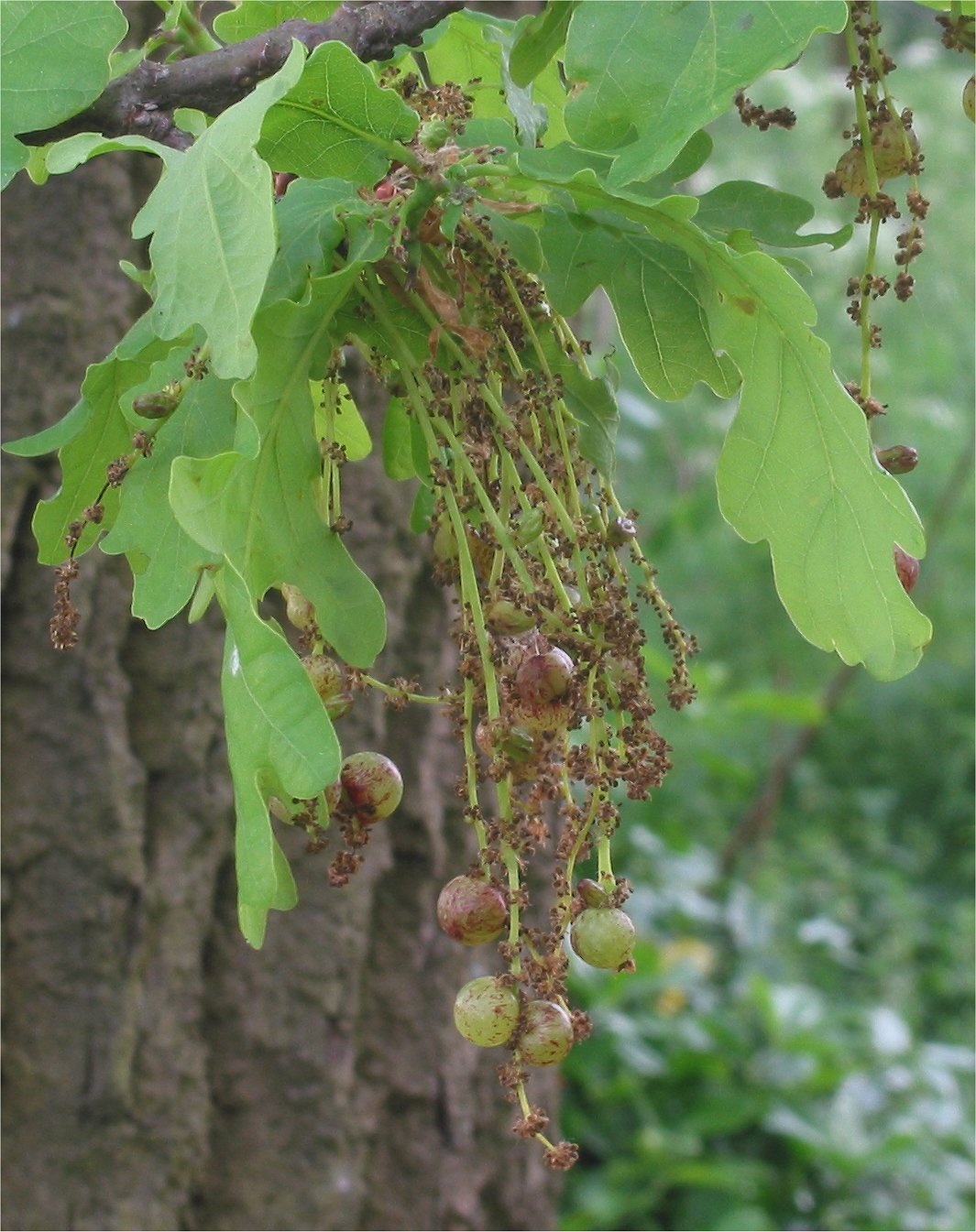
Neuroterus albipes forma laeviusculus
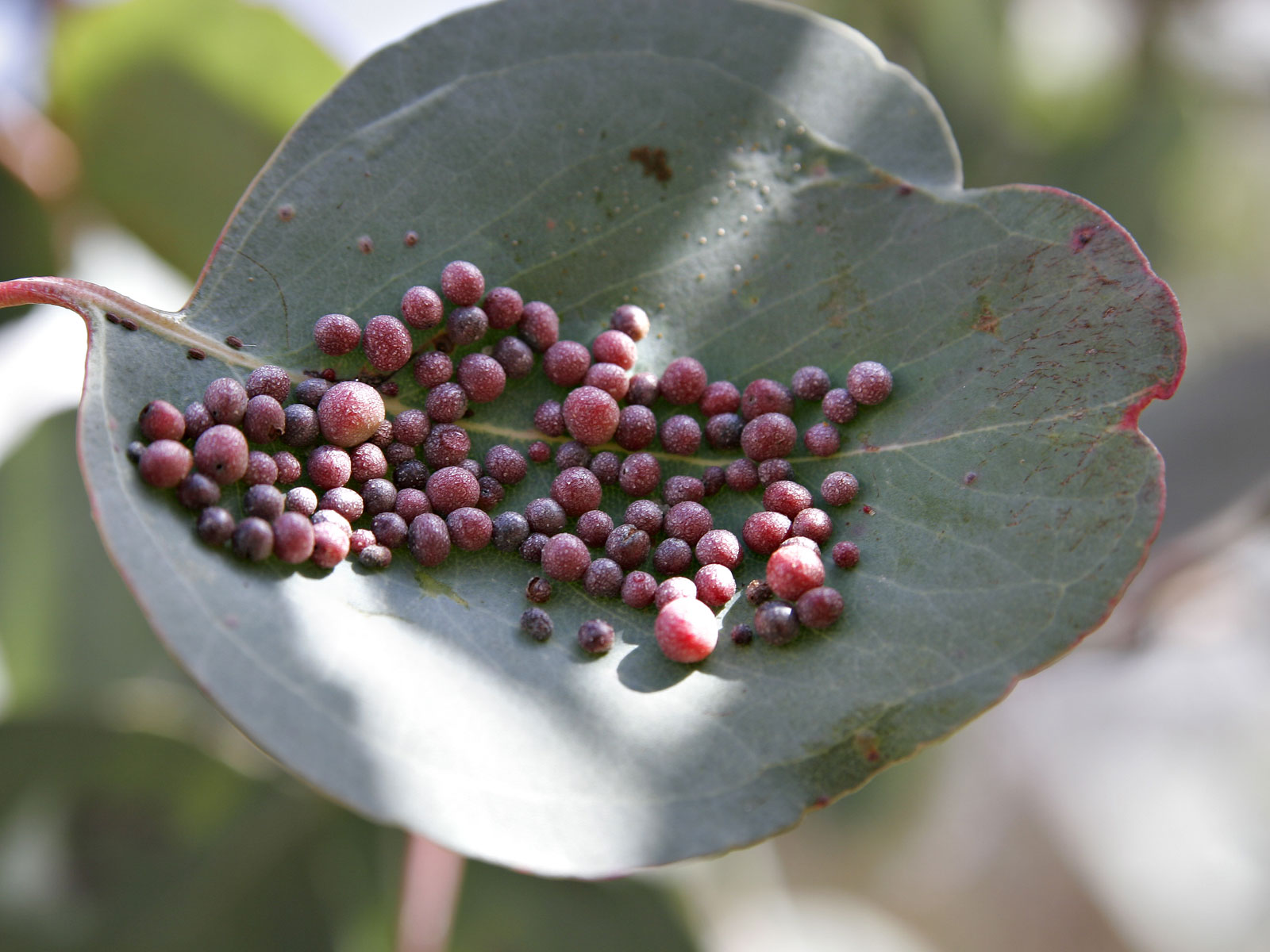
Agalla en Eucalyptus
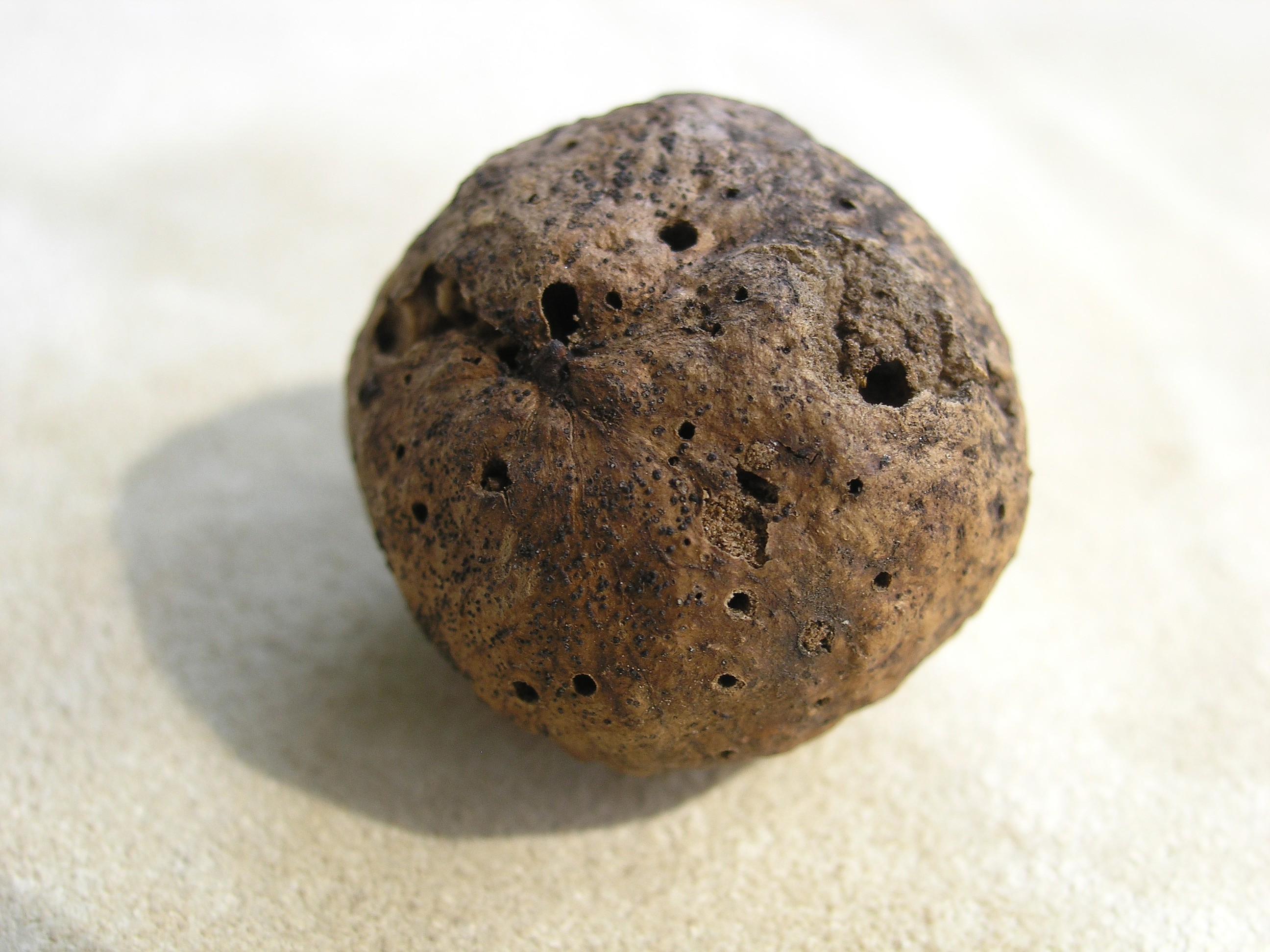
Agalla Andricus kollari en roble
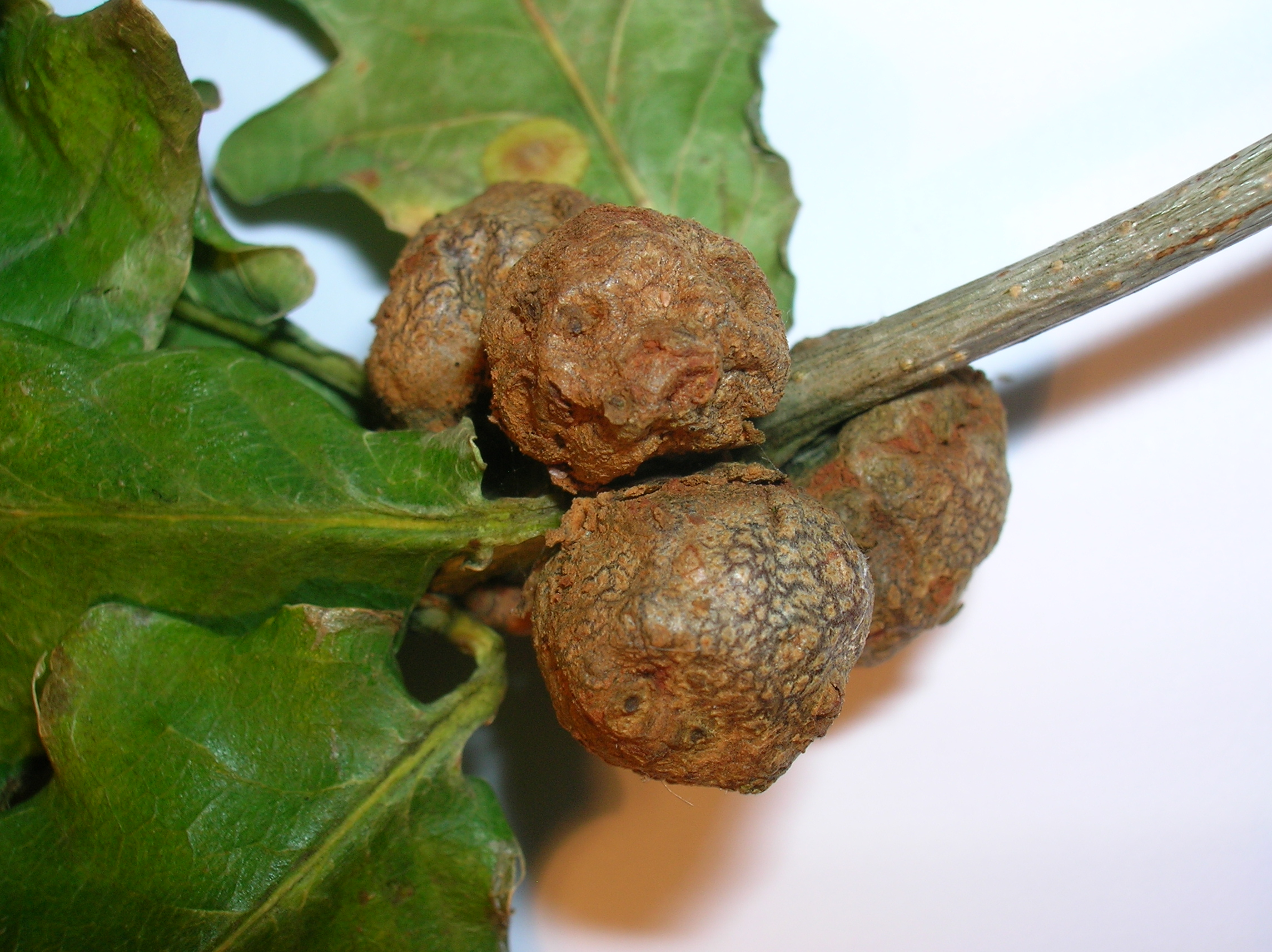
Agalla (Andricus lignicola) en roble
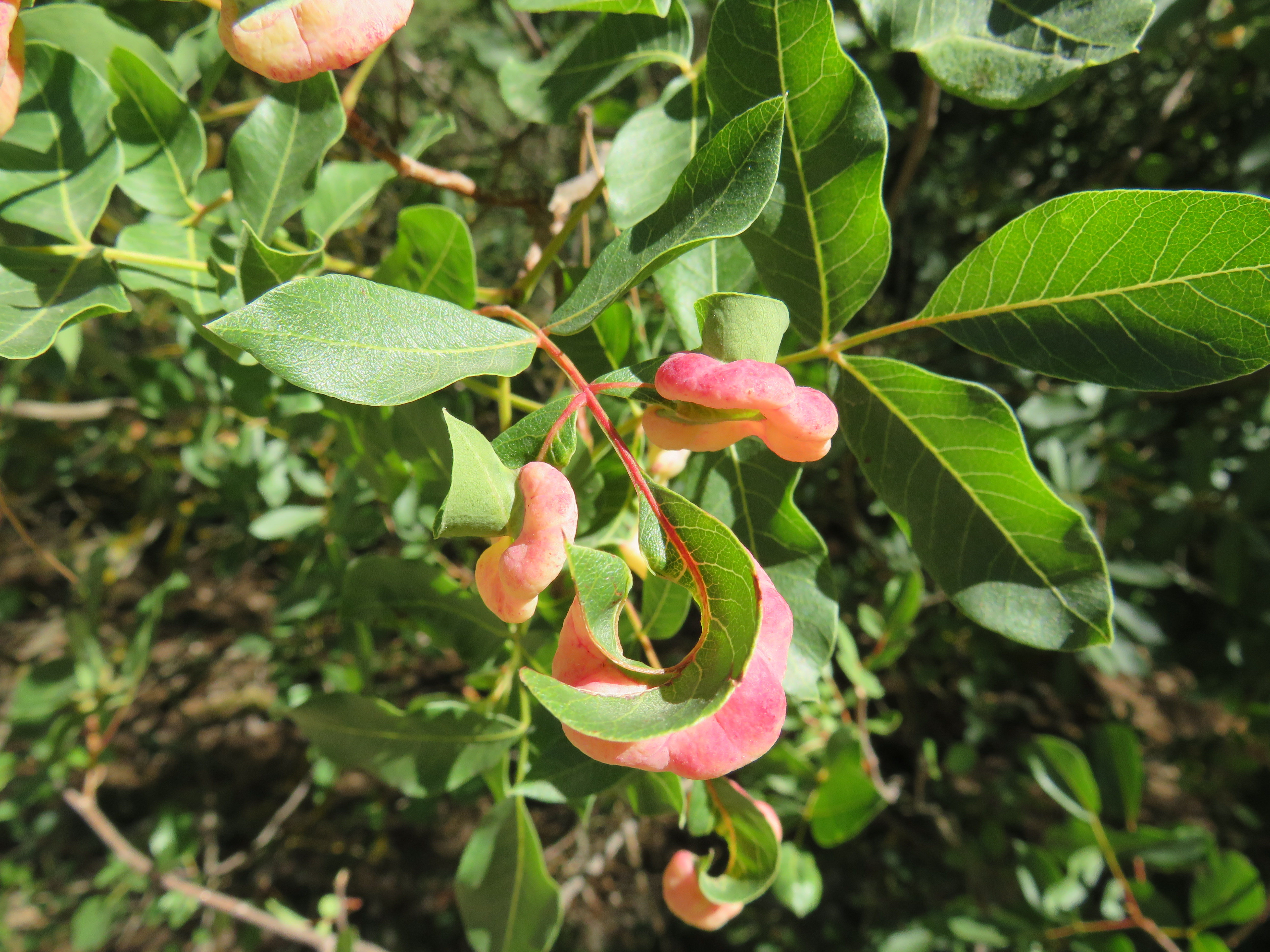
Agalla de Forda formicaria en cornicabra
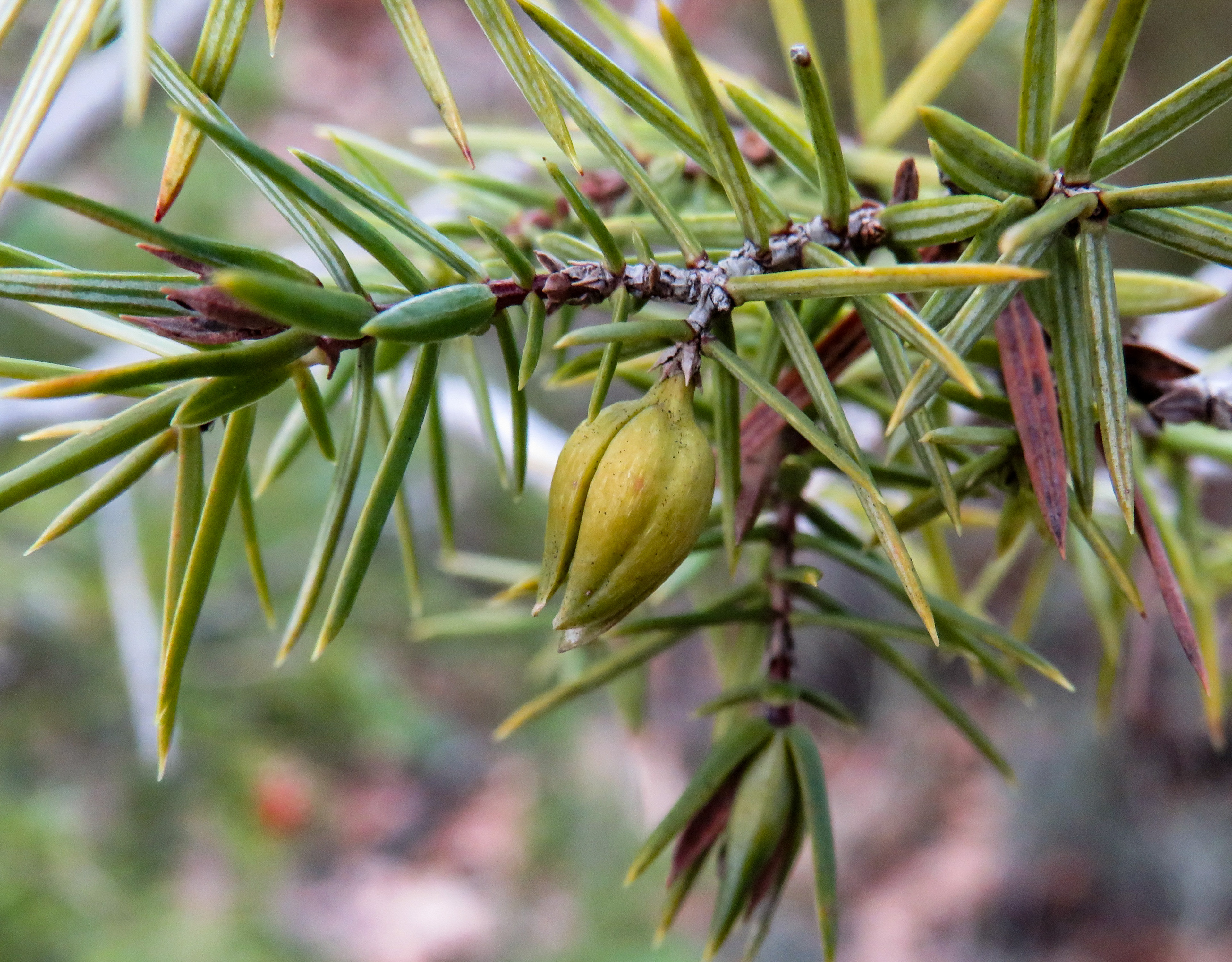
Agalla de Oligotrophus schmidti en Juniperus oxycedrus
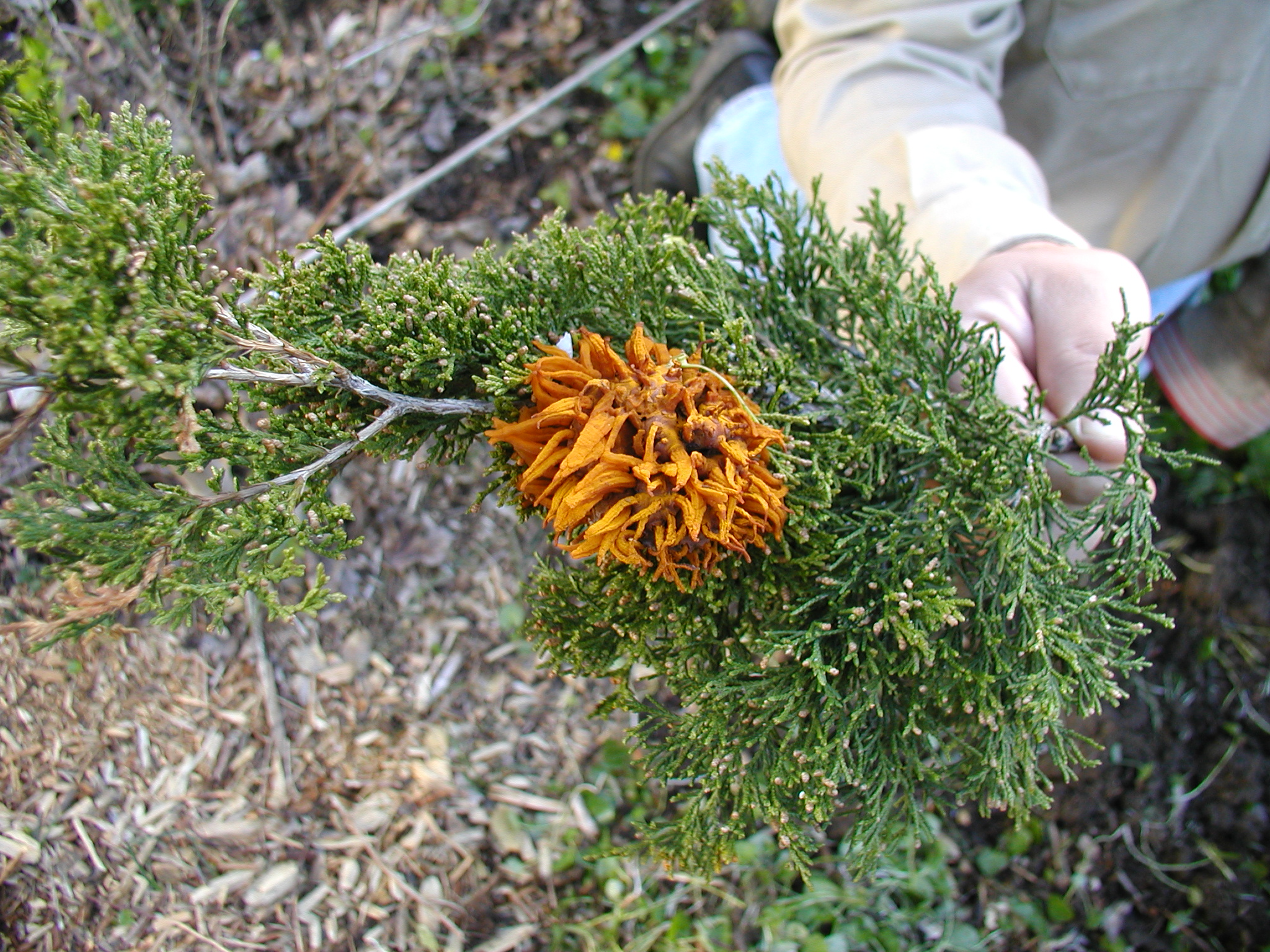
Agalla causada por el hongo Gimnoesporangio
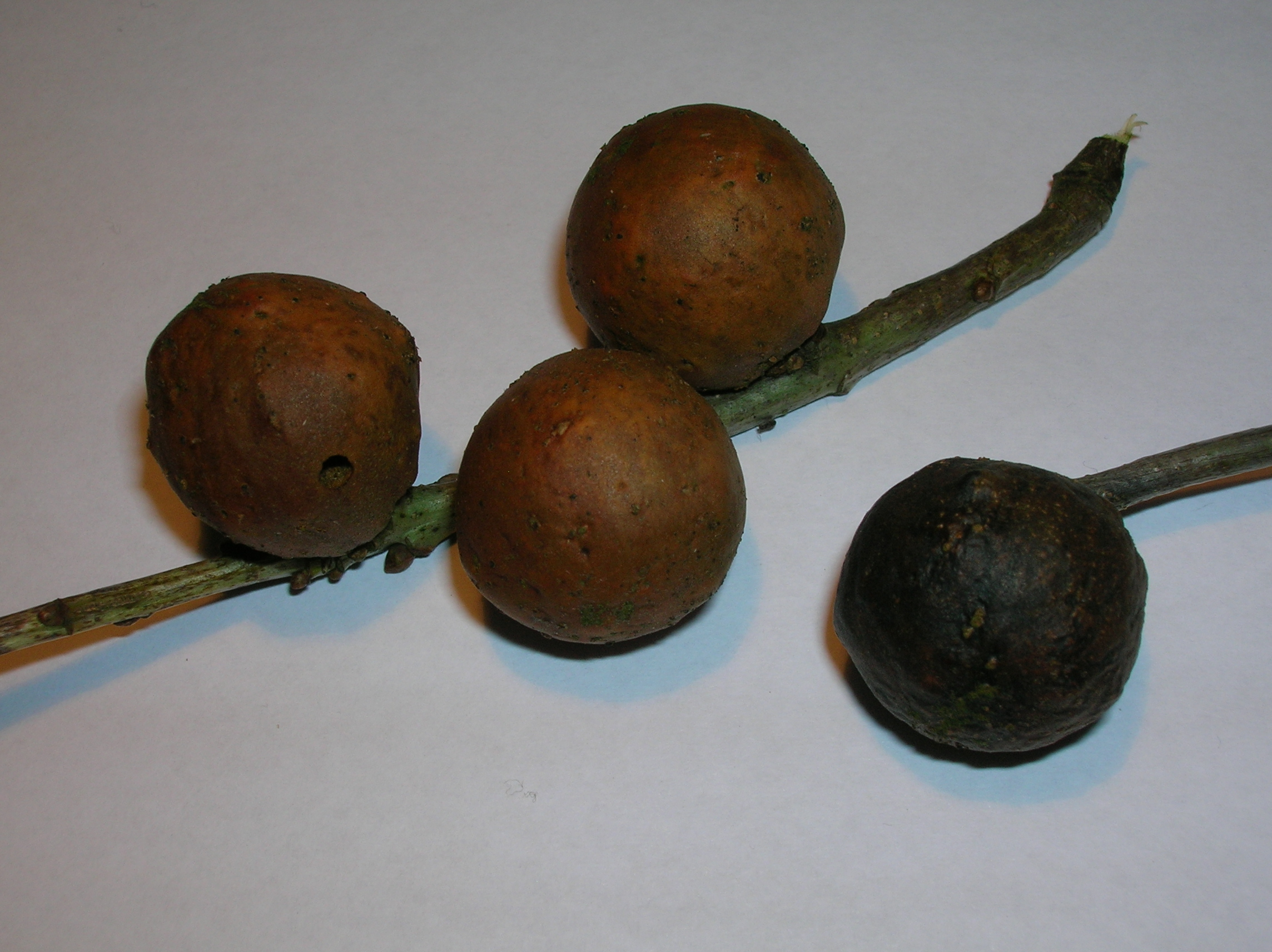
Agallas del roble, una con salida de mosca parásita y otra con infección del hongo Phoma gallorum.
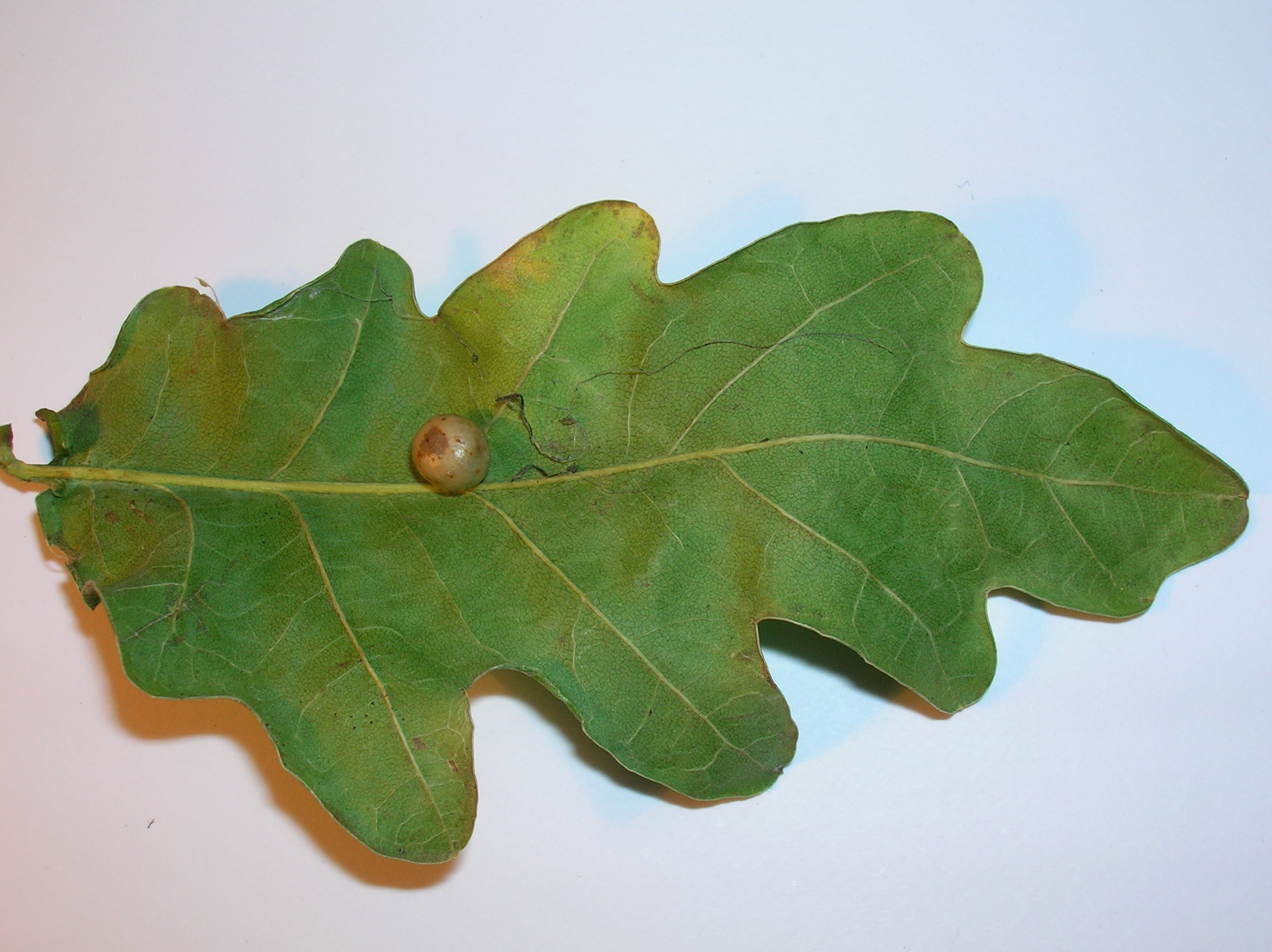
Agalla de (Cynips divisa) en roble
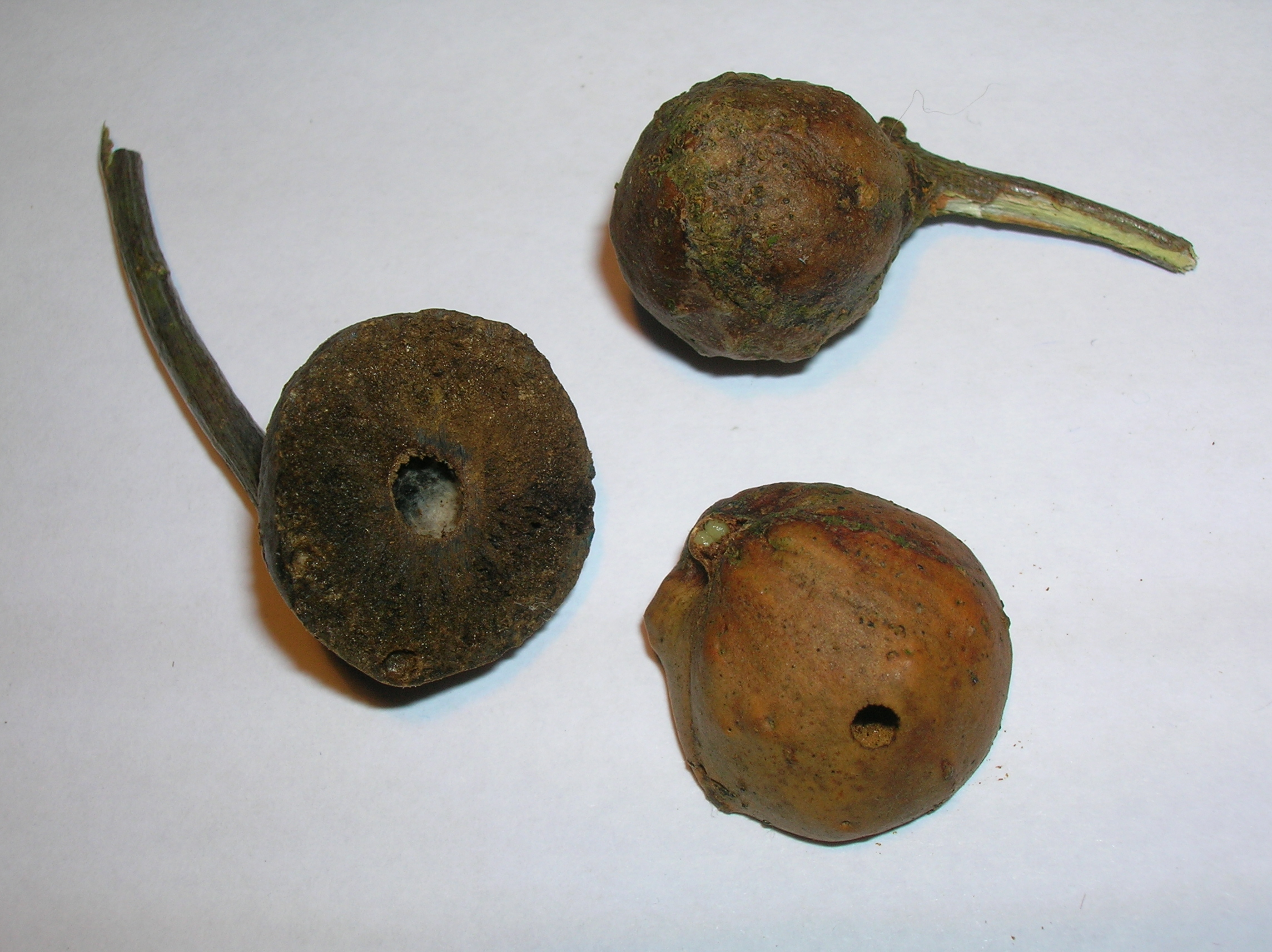
Sección de agalla mostrando cámara interior, agujero de salida y posiblemente ejemplar parasitado
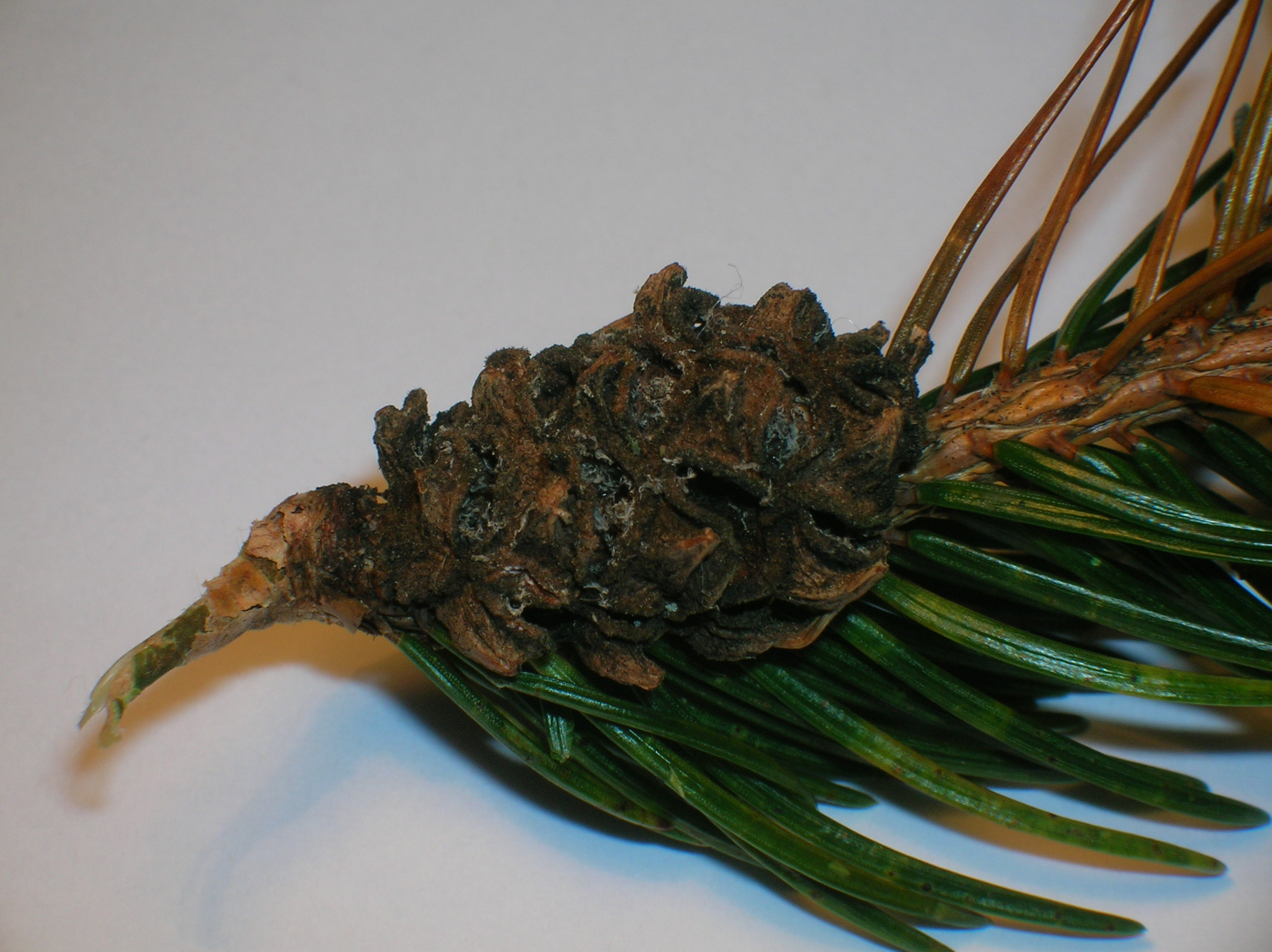
Agalla en Abeto causada por Adelges abietis
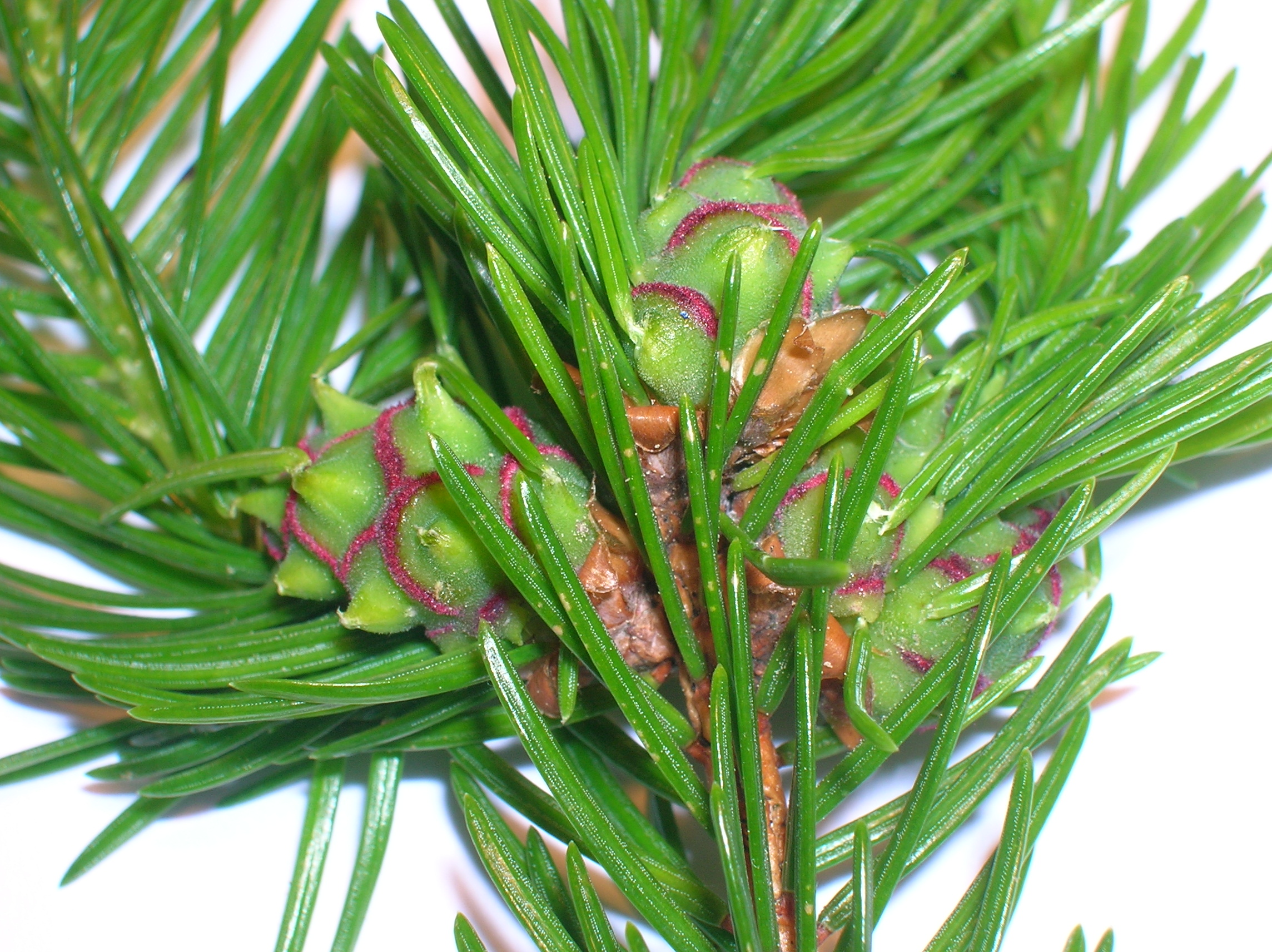
Agalla en Picea abies
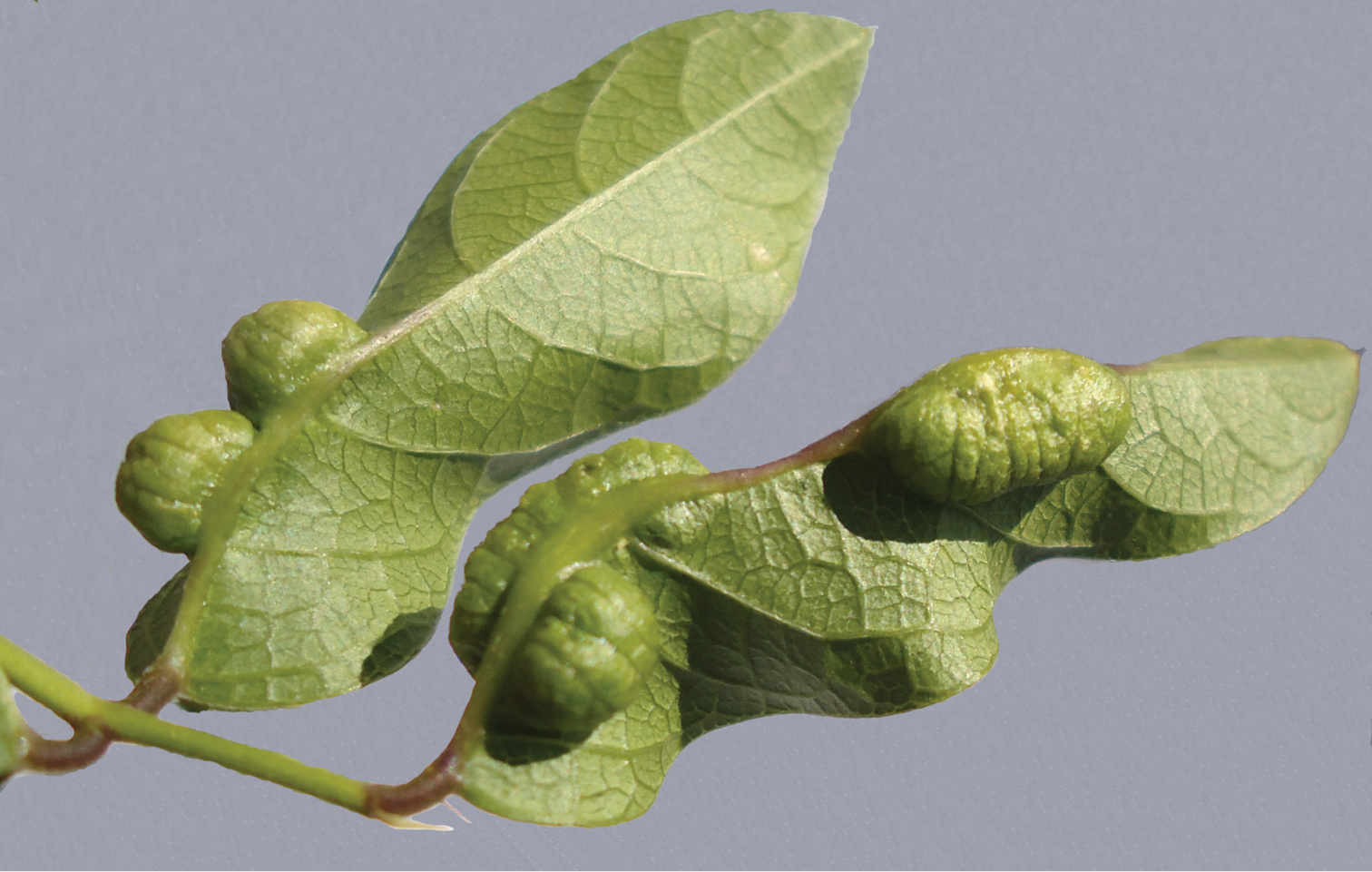
Agalla de Japanagromyza inferna en Centrosema virginianum
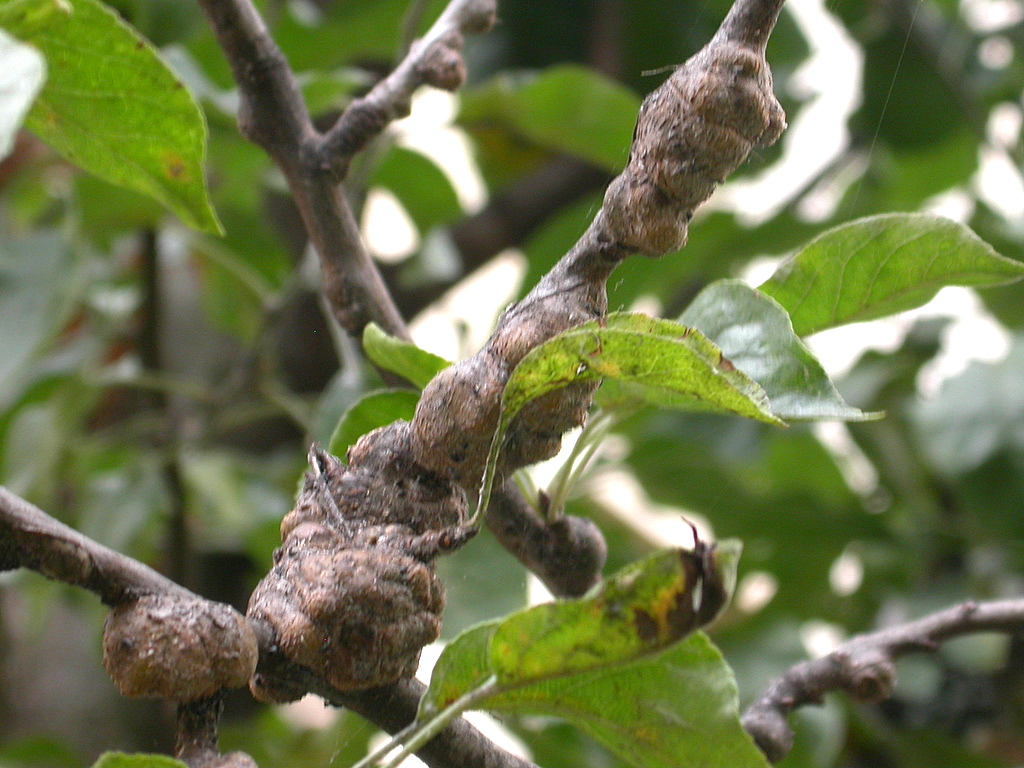
Agallas generadas por el ataque de pulgón lanígero (Eriosoma lanigerum) en manzano
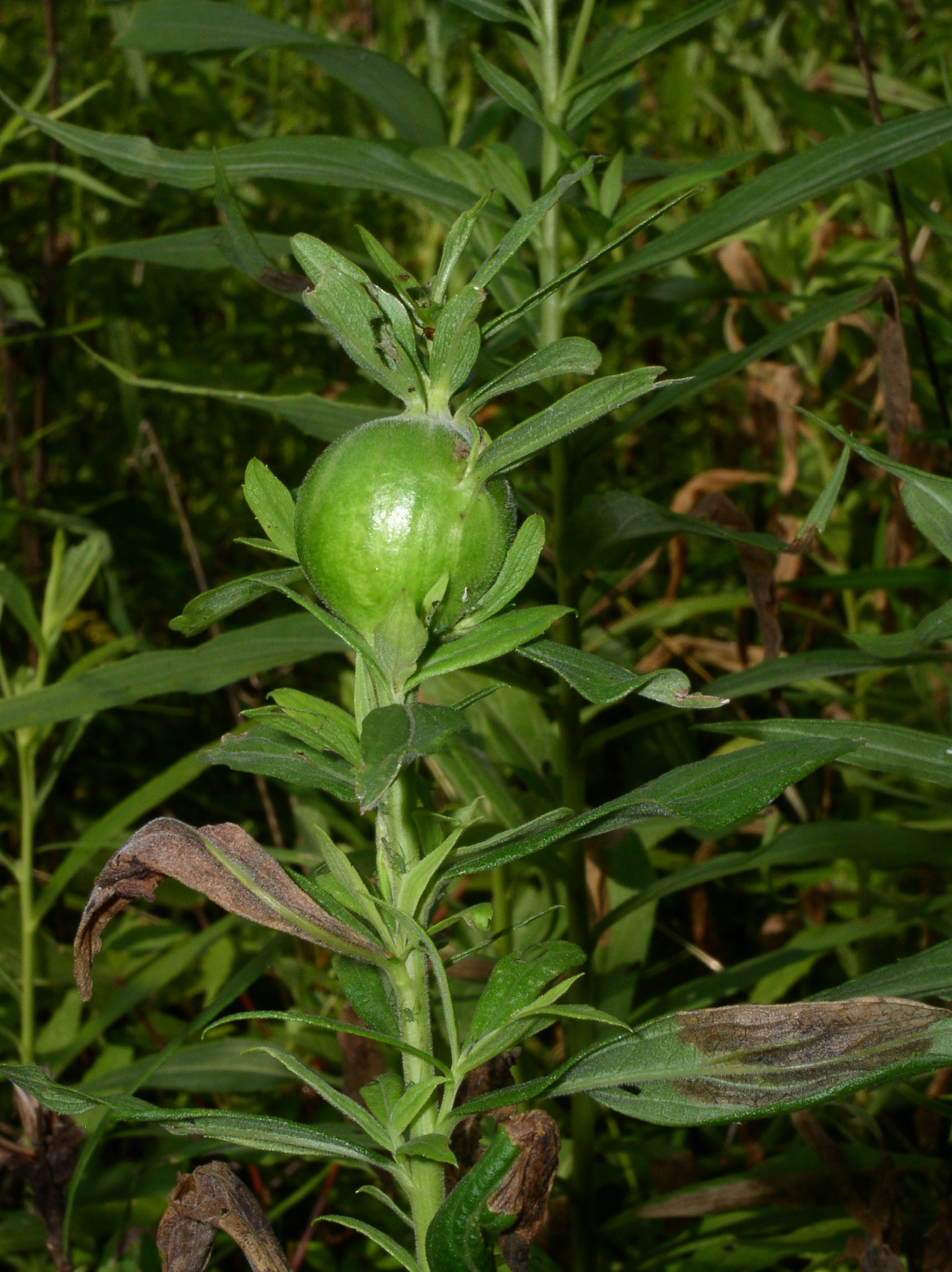
Agalla en vara de oro (Solidago) por la mosca Eurosta solidaginis
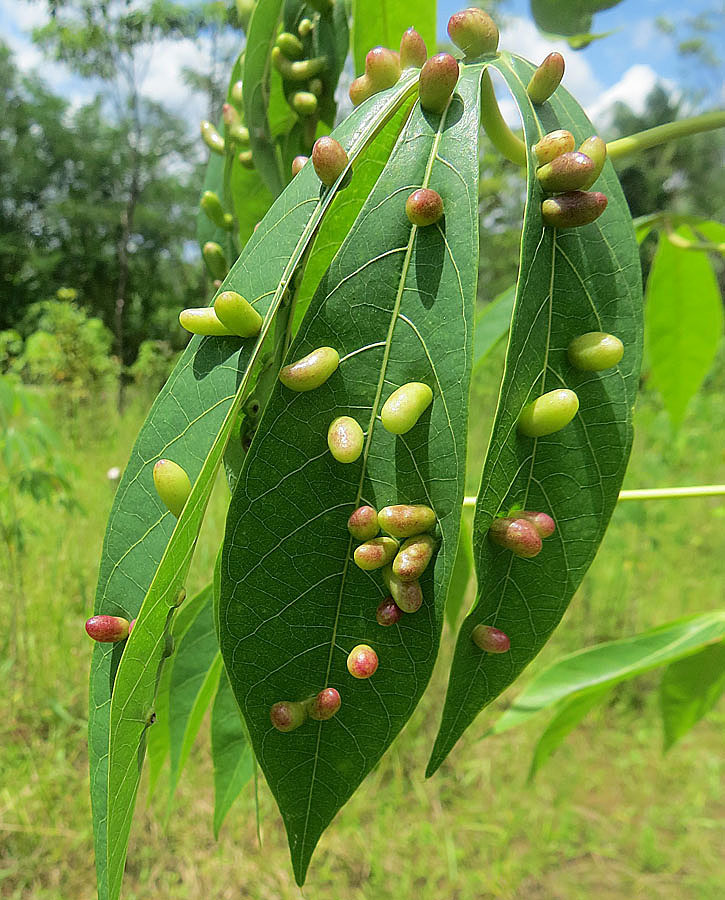
Agallas en las hojas de Yuca (Manihot esculenta) por el insecto Iatrophobia brasiliensis